# 亜硝酸カリウム
亜硝酸カリウム（あしょうさんカリウム、英語: potassium nitrite）はカリウムの亜硝酸塩で、化学式はKNO2。

## 用途
欧州連合、アメリカ合衆国、オーストラリアおよびニュージーランドでは、亜硝酸ナトリウムと同様にE番号249の食品用防腐剤として使われる。
他にも、排水処理、燃料電池用金属酸化物膜の製造など幅広い用途に利用される。

## 安全性
日本の毒物及び劇物取締法では劇物、消防法では第一類危険物に分類される。強力な酸化剤であり、助燃性を持つ。空気中で酸化し、硝酸カリウムを生じる。530℃以上に加熱すると爆発する場合がある。眼・皮膚に対する刺激性、動物実験での生殖毒性の報告がある。